# Energija vezanja
Energija vezanja (oznaka Ev ili EB) je najmanja energija potrebna da se sustav čestica poput kristala, molekule ili atomske jezgre rastavi na sastavne dijelove, atome ili nukleone (neutroni + protoni). U fizici čvrstoga stanja i atomskoj fizici pojam se najčešće odnosi na najmanju energiju potrebnu da se elektron u određenom kvantnom stanju otrgne od sustava u kojem je vezan. 
U nuklearnoj fizici, energija vezanja po nukleonu razlikuje se od jezgre do jezgre i određuje krivulju stabilnosti ovisno o masenome broju elementa. Prema energiji vezanja po nukleonu mogu se predvidjeti fuzijski procesi na malim vrijednostima i fisijski na velikim vrijednostima masenoga broja. Energija Sunčeva zračenja oslobađa se u efektivnoj pretvorbi četiriju protona u jezgru helija (fuzijom kilograma vodika u nešto manje od kilograma helija oslobađa se energija od 6 · 1014 J).

## Nuklearna energija vezanja
Nuklearna energija vezanja je energija koju je potrebno uložiti kako bi se atomska jezgra rastavila na protone i neutrone. Što je jezgra stabilnija, nuklearna energija vezanja je veća. Izračunana pomoću Einsteinove jednakosti (ekvivalencija mase i energije), koja povezuje energiju i masu, nuklearna energija vezanja jezgre od Z protona i N neutrona iznosi:
{\displaystyle E_{v}\,(Z,N)=[\Delta m]\cdot c^{2}=[Z\cdot m_{p}+N\cdot m_{n}-m(Z,N)]\cdot c^{2}}
gdje je: mp - masa protona, mn - masa neutrona, m(Z, N) - masa atomske jezgre, c - brzina svjetlosti u vakuumu, a Δm - defekt mase. Mjerna jedinica nuklearne energije vezanja jest megaelektronvolt (MeV).
Nuklearna energija vezanja je energija koja drži nukleone (protone i neutrone) na okupu u atomskoj jezgri. Ta energija ima različite vrijednosti za različite jezgre, a raste s porastom atomskog broja (Z). Zbog takve razlike u energiji vezanja, neke su jezgre nestabilne i raspadaju se, pretvarajući se u druge stabilnije jezgre. Učestalost raspada je povezana uz vrijeme poluraspada, koje se određuje kao vrijeme koje je potrebno da se raspadne polovica jezgri nekog uzorka. Vrijeme poluraspada različitih jezgri može imati vrijednosti između dijelića sekunde pa sve do nekoliko milijardi godina.

### Energija vezanja po nukleonu
Energija vezanja po nukleonu je nuklearna energija vezanja podijeljena brojem nukleona. Najmanja je za deuterij ²H (2,23 MeV) i tricij ³H (2,83 MeV), s povećanjem mase atomskih jezgara energija vezanja se, uz neke izuzetke, povećava do željeza 56Fe (8,7 MeV), a za jezgre teže od željeza polagano opada. Energija se oslobađa spajanjem jezgara lakših od željeza i cijepanjem jezgara težih od željeza. Tako na primjer ona za neon-20 iznosi 8,031 MeV, dok za olovo-208 je 7,865 MeV. Iako su ova dva kemijska elementa na različitim stranama periodnog sustava elemenata, nuklearna energija vezanja po nukleonu im je gotovo jednaka.

## Molekularna energija vezanja
Molekularna energija vezanja je energija potrebna da se atomi molekule rastave na pojedine atome od kojih je izgrađena. Energija vezanja jednaka je, u dobrom približenju (aproksimaciji), zbroju ∑Ei,k, gdje Ei,k odgovara energiji potrebnoj za razbijanje veze među atomima i, k. Energije vezanja za dvostruke i trostruke veze veće su nego za jednostruke, ali ne za dva ili tri puta.

## Energija vezanja i defekt mase
Poznato je da su mase atomskih jezgara manje od onih masa koje bismo dobili tako da jednostavno zbrojimo mase njihovih protona i neutrona. Razlika između ukupne mase sastavnih čestica i stvarne mase jezgre zove se defekt mase. Pomnožen s c2 defekt mase daje energiju vezanja. Energija atomske jezgre je, naravno, negativna veličina. Naprotiv, energija vezanja je pozitivna. Ona je, po određenju, jednaka cjelokupnoj energiji koja se oslobađa pri tvorbi jezgre iz slobodnih neutrona i protona. Očito je da je energija jezgre jednaka energiji spajanja uzetoj s negativnim predznakom. Što je energija jezgre niža, to je energija spajanja veća. 
Izuzevši sve detalje, energija vezanja određena je brojem sastavnih čestica. Broj neutrona označit ćemo s N (neutronski broj), a broj protona sa Z (atomski broj). Zaokružena atomska težina A jednaka je N + Z. Nanesimo kao apscisu atomsku težinu, a kao ordinatu energiju spajanja. Vidi se odmah da energija spajanja linearno raste s brojem sastavnih čestica. Ipak prema najtežim atomskim jezgrama energija se slabije povećava nego broj čestica. Prosječna energija spajanja po čestici iznosi u čitavom sustavu jezgara oko 8 MeV. Vidi se da prosječna energija po čestici malo opada prema najtežim jezgrama. Pojedini proton ili neutron je, dakle, u najtežim jezgrama nešto slabije vezan nego u jezgrama srednje atomske težine. 
Iz ovakvog toka energije spajanja proizlazi mogućnost alfa-raspadanja. Radioaktivni raspad moguć je onda ako nova jezgra i emitirana alfa-čestica imaju zajedno veću energiju spajanja od prvobitne jezgre. Teške atomske jezgre iza olova mogu prijeći u jezgre za 4 jedinice nalijevo i da pri tom emitiraju još alfa-čestice znatnih kinetičkih energija. Naravno, nemoguće je da se teške atomske jezgre raspadnu uz spontanu emisiju protona ili neutrona. Pri vezivanju pojedinog protona ili neutrona oslobađa se uvijek izvjesna energija ili drugim riječima, energija atomske jezgre uvijek se snizuje kad se povećava broj protona i neutrona. No kad se jezgrama iza olova dodaju 2 protona i 2 neutrona, tad se dobiva manje energije nego kad se te četiri čestice skupe u jednu alfa-česticu. 
Slabiji porast energije kod teških atomskih jezgri može se potpuno razumjeti iz električnog odbijanja između protona. Kad bi djelovale samo električne sile, protoni bi se brzo raspršili na sve strane. Nuklearne sile drže protone i neutrone u jezgri. Te sile znatno su jače od električnih. No kod velikog mnoštva protona potencijalna pozitivna energija protona slabi čvrstoću atomske jezgre.
Za prirodu nuklearnih sila značajna je činjenica da je prosječna energija vezanja po čestici približno ista za sve atomske jezgre. To je nešto što se sasvim protivi električnim silama i gravitaciji. Kod Coulombove sile i gravitacije potencijalna energija čestice bila bi sukladna (proporcionalna) broju svih čestica. Jedan predmet na planetu je to jače privučen što je veća masa planeta. Naprotiv, u atomskim jezgrama čvrstoća veza pojedine čestice ne zavisi u bitnom od mase jezgre. Pojedini proton i neutron isto je tako čvrsto vezan uz 3 ostale čestice helijeve jezgre kao i uz 237 čestica uranijeve jezgre. Odatle proizlazi da je pojedini proton ili neutron vezan samo uz svoju neposrednu okolinu, a bez značenja je prisutnost daljih čestica.
Ovo ponašanje možemo objasniti na osnovu hipoteze o kratkom dosegu nuklearnih sila. Nuklearne sile djeluju samo na sitnim razmacima između protona i neutrona. One naglo isčezavaju u razmacima većim od 0,5∙10-14 m. Prema tome jedan proton ili neutron može vezati uza se samo mali broj drugih čestica. Odatle proizlazi da čvrstoća "nuklearne materije" u bitnom ne ovisi o broju čestica. 
Atomske jezgre u mnogo pogleda ponašaju se slično kao kapljice tekućine. Tekućina ima konstantnu gustoću, a sile između molekula eksponencijalno iščezavaju s udaljenošću. Mnoga svojstva atomskih jezgri možemo shvatiti na taj način da imamo pred očima model kapljice tekućine.